# Долг
Долг — обязательство, а также денежные средства или другие активы, которые кредитор передаёт заёмщику (дебитору) с условием их возврата в будущем и (или) выплаты вознаграждения. Долг позволяет физическим или юридическим лицам совершать те операции, на которые у них иначе не хватило бы финансовых возможностей.
За счёт увеличения долговых обязательств компания может формировать свой заёмный капитал, который идёт на финансирование производственной деятельности. От грамотного управления долговыми обязательствами во многом зависит успешность компании. Если компания приходит к состоянию, когда она не может рассчитаться по долгам, то её называют банкротом.

## Типы заемщиков

### Домохозяйства
Самый простой вид долга — долг физических лиц и домашних хозяйств. Включает ипотечные кредиты, автокредиты, задолженности по кредитным картам и подоходному налогу.
Помимо этих более формальных долгов, частные лица также предоставляют неформальные кредиты другим людям, в основном родственникам или друзьям. Одна из причин таких неформальных долгов заключается в том, что некоторые люди, особенно бедные, не имеют доступа к доступным кредитам.
Иногда говорят о персональных долгах, о долгах физических лиц.

### Нефинансовые компании
Компании могут прибегать к использованию долга для финансирования своей операционной операций, если они не имеют достаточно капитала, или просто в качестве инструментов финансового управления.
Также эти долги называют корпоративными.

### Финансовые компании

##### Центральный банк
Центральные банки также создают и управляют специальными видами долговых обязательств в целях, установленным их уставными документами, отраслевым законодательством.

#### Иные финансовые учреждения
Финансовые учреждения — это компании, которые занимаются покупкой и продажей долгов. Правовые формы многообразны. Различают банки, трастовые компаний, брокерские компании, страховые компании, лизинговые, институциональные инвесторы, хеджевые фонды.

### Публично-правовое образование
Долг государства, субфедеральных образований, местного самоуправления. Активно используются понятия, включающие долги различных наборов субъектов. Исх наличие объясняется существование нескольких концепций долга, так:
- Публичный долг (англ. Public debt) — собственно, долг всех публично правовых образований;
- Государственный долг (англ. Government debt) — часть публичного долга за минусом долга муниципальных образований;
- Муниципальный долг (англ. municipal debt) — долг муниципальных образований;
- Национальный долг (англ. National debt) — термин, применяемый для обозначения задолженности правительства по эмитированным или государственным займам[2].
- Суверенный долг (англ. Sovereign Debt) — государственный долг, который возник в результате эмиссии облигаций. Он защищен суверенным иммунитетом. Это означает, что кредиторы не могут заставить правительство выполнить свои обязательства, если возникнут проблемы с выплатой долга[3][4][5].

Различия между вышеперечисленными категориями долга, могут изменяться в зависимости от подразумеваемого в конкретном документе и конкретной стране.

## Долговые инструменты
- договор займа
- договор кредита
- долговая расписка
- вексель
- кредитная нота
- облигация